# Piljenice
Piljenice es una localidad de Croacia en el municipio de Lipovljani, condado de Sisak-Moslavina.

## Geografía
Se encuentra a una altitud de 99 m s. n. m. a 92,3 km de la capital nacional, Zagreb.

## Demografía
En el censo 2011, el total de población de la localidad fue de 417 habitantes.